# Nyakagege
Nyakagege är ett periodiskt vattendrag i Burundi.   Det ligger i provinsen Gitega, i den centrala delen av landet, 70 km öster om huvudstaden Bujumbura.
Omgivningarna runt Nyakagege är huvudsakligen savann. Runt Nyakagege är det tätbefolkat, med 343 invånare per kvadratkilometer.